# E.ON
E.ON SE (uit het Oudgrieks: αιων, aiōn, 'lange periode/tijdperk/eeuwigheid'; ook: eon of aeon) is de holding van een groot Duits energiebedrijf, dat is ontstaan door een fusie van VEBA en VIAG in 2000, met hoofdkantoor in Essen. De Europese vennootschap heeft sterke marktposities in de Europese gas- en elektriciteitsmarkt. In 2016 werd een groot deel van de activiteiten afgestoten aan Uniper. E.ON is actief in onder andere Duitsland, Groot-Brittannië, Nederland, Zweden en diverse oost Europese landen. 

## Activiteiten
Na de afsplitsing van Uniper had E.ON nog drie bedrijfsonderdelen: de productie van elektriciteit door duurzame energiebronnen, de netwerken voor het transport van gas en elektriciteit en de distributienetwerken naar de uiteindelijke klant. In 2017 had E.ON een omzet van €38 miljard en telde 43.000 medewerkers. Het aandeel van de duurzame energie, voornamelijk windenergie, in de totale omzet is bescheiden en bedroeg in 2016 minder dan 5%.
In 2019 en 2020 zijn diverse activiteiten van RWE en E.ON van eigenaar gewisseld. E.On heeft de aandelen in innogy overgenomen en in ruil zijn de schone energie-activiteiten van E.ON overgegaan naar RWE.
Na deze transacties heeft E.ON nog twee activiteiten. Energy Networks beheert een groot netwerk van elektriciteitskabels en gaspijplijnen. Deze activiteiten zijn sterk gereguleerd, waardoor de tarieven en gebruiksvoorwaarden in sterke mate door overheidsinstanties worden bepaald. Dit is een kapitaalintensieve activiteit en voor E.ON een belangrijke en stabiele bron van inkomsten. Customer Solutions is actief met de in- en verkoop van gas en elektriciteit en levert deze aan miljoenen klanten in Duitsland en de rest van Europa. Dit is gemeten naar de omzet de grootste activiteit, maar levert een kleine bijdrage aan de winst van E.ON. De dochteronderneming PreussenElektra produceert nog op bescheiden schaal elektriciteit, maar E.ON ziet dit belang niet als een kernactiviteit.

### Resultaten
In de tabel staan de belangrijkste financiële en operationele gegevens van E.ON vanaf 2010. De grote verliezen waren vooral het gevolg van de extra afboekingen op de waarde van de centrales als een gevolg van de lagere energieprijzen, het sluiten van de Duitse kerncentrales en de afsplitsing van Uniper. De forse omzetstijging in 2019 was het resultaat van de afronding van de transactie met RWE en in 2020 door de overname van innogy.
| Jaar  | Omzet | Nettoresultaat | Nettoresultaat (geschoond) | Opgesteld vermogen (in MW) | Werknemers |
| ----- | ----- | -------------- | -------------------------- | -------------------------- | ---------- |
| 2010  | 92,9  | 6,3            | 4,8                        |                            | 85.105     |
| 2011  | 113,0 | -1,9           | 2,5                        |                            | 78.889     |
| 2012  | 132,1 | 2,6            | 4,2                        | 67.622                     | 72.083     |
| 2013  | 122,5 | 2,5            | 2,1                        | 61.090                     | 62.239     |
| 2014  | 111,6 | -3,2           | 1,6                        | 58.871                     | 58.503     |
| 2015  | 116,2 | -3,1           | 1,6                        | 45.335                     | 56.490     |
| 2015h | 42,7  | -6,4           | 1,1                        | 4.365                      | 43.162     |
| 2016  | 38,2  | -16,0          | 0,9                        | 4.574                      | 43.138     |
| 2017  | 38,0  | 4,2            | 1,4                        | 5.131                      | 42.699     |
| 2018  | 30,3  | 3,2            | 1,5                        | -                          | 43.302     |
| 2019  | 41,5  | 1,6            | 1,5                        | -                          | 78.948     |
| 2020  | 60,9  | 1,0            | 1,6                        | -                          | 78.126     |
| 2021  | 77,4  | 4,7            | 2,5                        | -                          | 72.169     |
| 2022  | 115,7 | 1,8            | 2,7                        | -                          | 71.613     |

## Geschiedenis
Na de afwikkeling van de fusie van VEBA en VIAG volgde een periode van groei voornamelijk door overnames in diverse Europese landen. In januari 2002 werd het Britse Powergen overgenomen. Met deze acquisitie  kreeg E.ON ook een Amerikaanse bedrijf, LG&E Energy, in handen. In 2010 verkocht E.ON LG&E Energy aan het Amerikaanse nutsbedrijf PPL. Na de overname van Powergen volgde de overname van het Zweedse Sydkraft, hernoemd als E.ON Sweden. Met de volledige overname van Sydkraft in 2005 kreeg E.ON een vijfde van de elektriciteitsmarkt in Zweden in handen. In 2006 deed E.ON een poging het Spaanse Endesa over te nemen, maar ENEL bood meer en kreeg het nutsbedrijf in handen. De Europese Commissie gaf toestemming voor de overname, maar alleen als er diverse activiteiten afgestoten zouden worden. E.ON kreeg het grootste deel hiervan in handen na betaling van 10 miljard euro. In 2007 kocht het bedrijf een meerderheidsbelang in OGK-4 in Rusland.
In 2013 had E.ON elektriciteitscentrales met een totale productiecapaciteit van zo'n 62.000 megawatt (MW). In 2013 produceerden deze centrales in totaal 245 miljard kWh aan elektriciteit. De meest verbruikte brandstoffen waren in dat jaar aardgas gevolgd door steenkool en kernenergie. Het aandeel van duurzame energie was zo'n 30 miljard kWh.
In december 2014 maakte E.ON bekend de centrales die gebruikmaken van fossiele brandstoffen, zoals steenkool, olie en aardgas, en de kernenergiecentrales af te splitsen. Alleen de duurzame energieactiviteiten blijven achter. De conventionele centrales werden ondergebracht in een apart bedrijf Uniper. E.ON bracht Uniper in september 2016 naar de beurs. Het behield een minderheidsbelang van 46,65%, maar met de intentie het belang stapsgewijs af te bouwen. Bij Uniper gingen naar schatting 20.000 van de ruim 60.000 medewerkers van E.ON aan de slag. Deze stap is een rechtstreeks gevolg van de Duitse Energiewende, die het einde betekent van kernenergie in Duitsland en de overgang naar duurzame energie sterk stimuleert. E.ON nam in dit kader een bijzondere afschrijving ter waarde van 4,5 miljard euro in 2014. In september 2017 deed het Finse energieconcern Fortum een bod op E.ON’s minderheidsbelang voor €22 per aandeel en brengt daarna een vergelijkbaar bod uit op de overige aandelen Uniper. Medio juni 2018 is de verkoop van E.ON's belang in Uniper afgerond en het ontving daarmee €3,8 miljard.
In maart 2018 maakten RWE en E.ON bekend activiteiten te gaan uitwisselen. E.On neemt de aandelen in innogy over en in ruil gaan de schone energie-activiteiten van E.ON over naar RWE. RWE krijgt verder een aandelenbelang in E.ON van bijna 17% en neemt nog enkele andere belangen over. Om het verschil in waarde te compenseren, zal RWE nog 1,5 miljard euro betalen aan E.ON. De transactie gaat in met terugwerkende kracht per 1 januari 2018. Op 17 september 2019 keurde de Europese Commissie de afspraken goed, onder voorwaarden die voor beide partijen acceptabel zijn.
Op 19 september 2019 droeg RWE het meerderheidsbelang in innogy over aan E.ON. E.ON deed een bod op alle overige aandelen en in juni 2020 was E.ON de enige aandeelhouder. De beursnotering van innogy werd beëindigd en de activiteiten van innogy zijn vervolgens verdeeld over de diverse bedrijfsonderdelen van E.ON.
Op 1 oktober 2019 heeft E.ON de duurzame energie activiteiten overgedragen aan RWE. Dit betrof de wind- en zonneparken en opslagfaciliteiten. E.ON heeft zo'n 6800 MW aan capaciteit in bestaande parken en projecten overgedragen en verder gaan zo'n 1500 medewerkers over naar RWE. Als gevolg van de transacties tussen RWE en E.ON is Essent voortaan onderdeel van E.ON.